# Distretto di Mahanoro
Il distretto di Mahanoro è un distretto del Madagascar situato nella regione di Atsinanana. Ha per capoluogo la città di Mahanoro.
La popolazione del distretto è di 225 954 abitanti (censimento 2011).